# Interarmées
Le qualificatif « interarmées » (en anglais : joint) s'applique à une unité, un organisme, une formation ou un commandement militaire qui regroupe du personnel provenant de plusieurs armées (par exemple, l'armée de terre, l'armée de l’air, la marine voire la gendarmerie dans les pays où elle existe), réuni sous une même autorité. Par exemple : une « opération interarmées » réunit des unités d'au moins deux des quatre armées ; en France, l'École de guerre (ex-Collège interarmées de Défense) assure un enseignement militaire supérieur aux officiers de toutes les armées et services communs. L'École des spécialités du Commissariat des armées forme les militaires des quatre armées (Terre, Marine, Air et Espace, Gendarmerie) aux métiers du soutien et de l'administration. En France, on parle aussi d'organismes interarmées pour désigner un organisme subordonné au seul État-major des armées, et non aux armées ou services dont provient son personnel. 
Les opérations militaires modernes rendent de plus en plus nécessaire de tels regroupements (on utilise alors le néologisme « interarmisation ») pour des raisons :
- opérationnelles : la recherche d'un effet militaire optimal par la complémentarité des systèmes d'armes ;
- techniques : l'emploi d'armement commun aux armées ; par exemple, un même type d'hélicoptère pourra être en service à la fois dans l'aéronautique navale, dans l'aviation légère de l'Armée de terre, dans l'armée de l'air et dans la gendarmerie nationale ;
- de gestion : la recherche d'économies d'échelle et de coûts ; dans cette perspective, les services de soutien, comme le service de santé des armées ou le service des essences des armées, les services d'infrastructures, etc. ont été les premiers concernés par cette « interarmisation ».

« Interarmées » ne doit pas être confondu avec « interarmes » qui concerne dans les armées de terre la combinaison de plusieurs « armes » : infanterie, artillerie, arme blindée et cavalerie, etc.